# أنور عبد الحي
أنور عبد الحي  (11 مايو 1970) من مواليد مدينة دمشق و ينحدر من بلدة ترمانين  في ريف إدلب الشمالي , لاعب كرة سلة سوري، وبطل العرب بكرة السلة حقق الكثير من الإنجازات لناديه نادي الوحدة الدمشقي ولمنتخب سوريا لكرة السلة  وفاز بالعديد من البطولات السورية والعربية والدولية، توج هدافا لبطولة العالم في كندا عام 1991. يترأس نادي الوحدة السوري منذ العام 2021 .

## نشأته
هو الابن الأصغر لأسرة مؤلفة من خمسة شبان، جميعهم يتمتعون بقامة طويلة، ومارسوا لعبة كرة السلة قبل التوجّه لحياتهم العملية. بدأ مشواره الرياضي بتشجيع من اسرته، حيث كان والده متطوعاً برتبة مساعد في الجيش السوري، فيما كانت والدته مديرة مدرسة، غير أن اهتمامهما الكبير بالرياضة دفعه إلى هذا المجال، وقد ساعد قرب المنزل من ملعب تشرين أيضاً في تعزيز هذا الدافع وتنميته، حيث آثرت أسرته شراء المنزل بالقرب من المدينة الرياضية، وبدّلت خيارها عام 1976 من منطقة المالكي إلى منطقة البرامكة ليتسنى لأنور وأخوته، متابعة هواياتهم ونشاطاتهم الرياضية.

## بداياته مع الرياضة
توجّه في عمر 8 سنوات للعب الجمباز، لكنّ المدرب آنذالك رفضه لأن طوله غير مناسب لممارسة رياضة الجمباز، الأمر الذي شكل له حزناً كبيراً، مادفعه إلى التوجه للسباحة ولكنه فشل في التمرين الأول في المسبح، إذ إن خوفه من الماء أدى به إلى الإحجام عن الاستمرار في هذه اللعبة، فوجد نفسه أخيراً في ملعب كرة السلة وتابع التدرّب والانطلاق بمشواره الرياضي في ملعب تشرين، بإشراف مدرب الصغار آنذاك حسان جيرودي، حيث راهن عليه «جيرودي» كثيراً بأنه سيكون أفضل لاعب في الوطن العربي، ما شكل لأنور حافزاً كبيراً في المضي بهذه الرياضة.

## أبرز المحطات الرياضية في حياته
بدأ مسيرته مع نادي الوحدة وتدرج في اللعب وشارك للمرة الأولى ببطولة سورية للصغار مع النادي نفسه وحقق بداية الشهرة خلال ظهوره الأول على التلفزيون في تلك البطولة. حينها تم استدعائه للعب مع منتخب سورية للناشئين، والذي كان يستعد لدورة المتوسط عام 1987، ففي تلك المرحلة كان هناك فريقان: فريق سورية (أ) للمشاركة الرسمية وفريق (ب) للمشاركة على مستوى البطولات للأندية، وهذا كان يشكل دافعاً للاعبين في الفريق (ب) للمنافسة والوصول للفريق (أ). وفي عام 1988 شارك في بطولة العرب للشباب في الجزائر وأحرز حينها اللقب. وفي عام 1989 شارك في بطولة العرب للرجال في سورية. أما أهم المشاركات فكانت عام 1991 عندما تأهل منتخب سوريا لكرة السلة للمرة الأولى والوحيدة لكأس العالم وكان حينها من ضمن لاعبي الفريق السوري، حيث احتل المنتخب المركز 12 من أصل 16 على مستوى العالم، وهو رقم مهم جداً في عالم كرة السلة، وأحرز أنور حينها لقب هداف كأس العالم حيث حقق 228 نقطة في 8 مباريات بمعدل 26 نقطة في كل مباراة، وكان فريق سورية قد فاز ب 3 مباريات من أصل 8.

## اعتزاله
اعتزل كرة السلة بتاريخ 16 أبريل 2010 بحفل تكريم رسمي أقيم بصالة نادي الوحدة شارك به عدد من الشخصيات الرسمية والرياضية والفنية.